# Compsothespis occidentalis
Compsothespis occidentalis är en bönsyrseart som beskrevs av Sjostedt 1930. Compsothespis occidentalis ingår i släktet Compsothespis och familjen Amorphoscelidae. Inga underarter finns listade i Catalogue of Life.